# Na odsiecz Wiedniowi
Na odsiecz Wiedniowi – polsko-austriacki fabularyzowany dokument historyczny z 1983.
Film jest rekonstrukcją przyczyn i przebiegu bitwy pod Wiedniem. Zrealizowanym został w trzechsetną rocznicę tej bitwy. Wykorzystano w nim fragmenty Potopu, Pana Wołodyjowskiego oraz Ojca królowej.

## Obsada
- Jerzy Bińczycki jako Jan III Sobieski
- Anna Dymna jako Maria Kazimiera
- Jerzy Kamas jako Jan Gniński
- Emil Karewicz jako Stanisław Jan Jabłonowski, hetman wielki koronny
- Gustaw Lutkiewicz jako koniuszy Marek Matczyński
- Józef Para jako monsignore Opizio Pallavicini, nuncjusz papieski w Polsce
- Franciszek Pieczka jako Ibrahim Pasza
- Karol Strasburger jako książę Karol Lotaryński, dowódca wojsk austriackich
- Jerzy Trela jako Kara Mustafa
- Leonard Andrzejewski jako Muraj Gerej
- Marek Bargiełowski jako Bekri Mustafa, dowódca turecki
- Henryk Bista jako hrabia Thurn, poseł z Wiednia
- Paweł Unrug jako generał Hans Heinrich Dunewald
- Lech Sołuba jako poseł turecki
- Gabriel Nehrebecki jako margrabia Ludwik Wilhelm Badeński
- Jan Orsza-Łukaszewicz
- Juliusz Wyrzykowski jako sekretarz Pallaviciniego

i inni